# Pagny-la-Ville
Pagny-la-Ville – miejscowość i gmina we Francji, w regionie Burgundia-Franche-Comté, w departamencie Côte-d’Or.
Według danych na rok 1990 gminę zamieszkiwało 316 osób, a gęstość zaludnienia wynosiła 47 osób/km² (wśród 2044 gmin Burgundii Pagny-la-Ville plasuje się na 600. miejscu pod względem liczby ludności, natomiast pod względem powierzchni na miejscu 1129.).